# Salvia alexeenkoi
Salvia alexeenkoi là một loài thực vật có hoa trong họ Hoa môi. Loài này được Pobed. miêu tả khoa học đầu tiên năm 1961.